# Klaus Simon (Musiker)
Klaus Simon (* 19. April 1968 in Überlingen am Bodensee) ist ein deutscher Pianist, Dirigent, Arrangeur und Herausgeber.

## Leben
Musik-, Germanistik- und Geographiestudium in Freiburg, Klavier bei Michael Leuschner, Meisterkurse bei Aloys Kontarsky (Klavier) sowie Hans Zender und Johannes Kalitzke (Dirigieren). Gründer und Künstlerischer Leiter der Holst-Sinfonietta und der Opera Factory Freiburg (bis 2014: Young Opera Company). Mit beiden Formationen widmet er sich vornehmlich der Musik des 20. Jahrhunderts, ohne sich dabei als Neue-Musik-Spezialisten zu begreifen. Streben nach stilistischer Variabilität und stringenter Logik der inneren Dramaturgie der Programme zeichnen ein ambitioniertes künstlerisches Profil beider Formationen.
Die Vielseitigkeit als Dirigent, Pianist und Arrangeur sind Zeugnis einer vielseitigen Künstlerpersönlichkeit, die sich nicht innerhalb einer Schablone festlegen mag. Sein Repertoire als Dirigent und Pianist reicht von Mozart bis Widmann. Schwerpunkte sind dabei die klassische Moderne (Musik zw. 1900 und 1950, besonders Komponisten der Zweiten Wiener Schule und E.W. Korngold), Minimal-Music sowie eine Vorliebe für britische und amerikanische Musik des 20.- und 21. Jahrhunderts.
Seit 1999 hat er diverse CD- und Rundfunkeinspielungen (ArsMusici/Naxos/cpo/Spektral/bastille musique bzw. DRS2/SWR2/BR4/HR2/NDR2/DLF Kultur) als Dirigent und Liedbegleiter realisieren können. Mit dem Label Naxos besteht seit 2003 eine erfolgreiche Zusammenarbeit bei Aufnahmeprojekten. Mit der CD-Aufnahme von E. W. Korngolds letztem Bühnenwerk Die Stumme Serenade im April 2009 gab er sein Debüt bei cpo.
Zusammen mit dem SWR als Koproduzent hat er 2012 Claude Viviers einzige Oper Kopernikus als Dirigent in einer Studioproduktion aufgenommen, die 2016 bei bastille musique erschienen ist. Die Bühnenaufführungen wurden ein Triumph bei Presse und Publikum.
Diese Aufnahme hat 2016 den Preis der Deutschen Schallplattenkritik gewonnen und gewann 2017 auch den International Classical Music Award (ICMA) in der Kategorie Oper.
Im Sommer 2018 erhielt die CD-Ersteinspielung von Luke Bedfords Kammeroper Through his Teeth, die er mit der Opera Factory und der Holst-Sinfonietta aufgenommen hat Nominierungen in gleich zwei Kategorien für den Deutschen Schallplattenpreis und wurde zudem sowohl in der Zeitschrift Crescendo als „CD der Woche“ und zeitgleich auch als „CD des Monats“ in der Zeitschrift Die Deutsche Bühne ausgezeichnet.
Als Pianist hat er den Schwerpunkt auf das Lied gelegt und konzertiert damit mittlerweile in den renommiertesten Konzerthallen Deutschlands, so das Konzerthaus Berlin oder die Laeiszhalle Hamburg. Sein Repertoire umfasst mittlerweile mehr als 1000 Lieder und Songs vom Kunstlied bis zum Broadwaysong. Kernrepertoire seiner Tätigkeit als Liedbegleiter ist die deutsche Spätromantik, wobei er sich besonders intensiv dem Liedschaffen von Hans Pfitzner und Erich Wolfgang Korngold gewidmet hat: Für das Label Naxos spielte er mit namhaften Sängern eine Gesamtedition aller Lieder dieser beiden Komponisten ein. Auf Einladung des 2. Hamburger Musikfestes wurde er im April 2016 als Liedbegleiter des mehrfach ausgezeichneten Baritons Hans Christoph Begemann für die Uraufführung der Morgensternlieder und des Zyklus „1917“ von Erwin Schulhoff verpflichtet. Im September 2018 hat er zudem die tschechische Erstaufführung aller Baritonlieder Schulhoffs in dessen Geburtsstadt Prag begleitet.
Als groß angelegtes Aufnahmeprojekt entstand zwischen 2016 und 2018 die erste Gesamtaufnahme aller 89 Lieder Erwin Schulhoffs mit Sunhae Im und Britta Stallmeister (Sopran), Tanja Ariane Baumgartner (Mezzosopran) und Hans Christoph Begemann (Bariton) zusammen mit dem SWR. Er hat selbst das Notenmaterial dafür herausgeben, welches in drei Bänden 2017 bei Schott Music erschien.
Seit 2007 ist er auch als Arrangeur für die Universal Edition/Wien und Schott Music/Mainz tätig. Seine Bearbeitungen von Mahlers 1., 4., 5. und 9. Sinfonie, die Wunderhornlieder Mahlers und Schönbergs Orchesterliedern op. 8, Alban Bergs Klarinettenstücke op. 5 und dessen fragmentarischer Passacaglia, Ravels Oper L'Heure espagnole u. v. m. werden hoch geschätzt. Sie wurden mittlerweile bereits über 500-mal weltweit aufgeführt, u. a. vom Bayerischen Staatsorchester, vom Tonhalleorchester Zürich, von der Oper Zürich, vom Ensemble musikFabrik, vom Orchestra della Svizzera Italiana, von der Concertgebouw Camerata, vom Mahler Chamber Orchestra usw.
Dirigenten wie K. Nagano, G. Dudamel, E. Pomarico, S. Asbury u. v. m. haben seine Bearbeitungen aufgeführt.
Sein Arrangement von Mahlers 9. Sinfonie wurde 2014 fast zeitgleich von drei Ensembles in den USA, Niederlande und in Deutschland auf CD eingespielt.
2014 hat er seine Bearbeitung von Mahlers 5. Sinfonie für Kammerensemble vollendet, die die Holst-Sinfonietta unter seiner Leitung erfolgreich im November 2014 in Freiburg uraufgeführt hat und im Januar 2015 auf CD einspielt hat.
Aktuelle Aufträge sind u. a. Arrangements bzw. Instrumentationen von Gustav Mahlers 6. Sinfonie (UA März 2019) sowie Alban Bergs Lieder op. 2 für das Musikkollegium Winterthur und Gustav Mahlers 7. Sinfonie für das Alma-Mahler-Kammerorchester (UA Sommer 2019).

## Hörspiele (Auswahl)
- 2019: Helmut Krausser, Moritz Eggert: Teufels Küche. Musikhörspiel für Kinder (Musikalische Leitung) – Regie: Helmut Krausser, Moritz Eggert (Original-Hörspiel, Kinderhörspiel, Musikalisches Hörspiel – SWR)
- 2022: Jean de Brunhoff: Die Geschichte von Babar, dem kleinen Elefanten (Übersetzung (gemeinsam mit Sylvia Oelkrug), Musikalische Leitung und Regie) (Hörspielbearbeitung, Musikalisches Hörspiel – Holst-Sinfonietta/SWR)

Quelle: ARD-Hörspieldatenbank